# Friedrich Karl Wilhelm von Hohenlohe-Ingelfingen
Friedrich Karl Wilhelm von Hohenlohe-Ingelfingen (* 26. Februar 1752 in Ingelfingen; † 16. Juni 1815 in Kaschau) war kaiserlicher Feldmarschalleutnant, Ritter des Maria-Theresien-Ordens und Fürst von Hohenlohe-Ingelfingen.

## Leben

### Herkunft
Seine Eltern waren der Fürst Heinrich August zu Hohenlohe-Ingelfingen (1715–1796) und dessen Ehefrau Wilhelmine Eleonora, geborene Gräfin zu Hohenlohe-Öhringen (* 20. Februar 1717; † 30. Juli 1794). Sein Bruder Friedrich Ludwig von Hohenlohe-Ingelfingen (1746–1818) war preußischer General der Infanterie und Georg Friedrich Heinrich (1757–1803) war preußischer Generalmajor und Chef des Infanterieregiments Nr. 31.

### Militärkarriere
Er ging früh in den Militärdienst und war bereits mit 19 Jahren Oberleutnant im später aufgelösten Kürassier-Regiment Anspach. Er kam dann als Rittmeister zu den Coburg-Dragonern. Am 9. November 1781 wurde er Major bei Waldeck-Dragonern. Dort wurde er am 1. Mai 1784 Oberstleutnant und am 11. Februar 1790 Oberst. Er kämpfte während des Russisch-Österreichischen Türkenkrieges in Kroatien und konnte sich in den Gefechten von Dubicza, Berbir und Belgrad auszeichnen. Mit dem Beginn des Ersten Koalitionskrieges gegen das revolutionäre Frankreich kam er zur Rheinarmee. Er kämpfte 1793 bei Landau (12. August), Bienwald (12. September) und im Brompter Wald (26. Oktober). Im November und Dezember lag die Einheit im Elsass und kämpfte dann in der Schlacht bei Kaiserslautern. Dort griff er mit dem Dragoner-Regiment Nr. 2 (Schmettau) ein feindliches Bataillon an. Er konnte es zersprengen, zudem wurden zwei Kanonen erobert. Am 9. Oktober kämpft er dann bei Oggersheim. Er wurde dafür am 11. Oktober 1794 zum Generalmajor befördert. Als solcher kämpft er am 17. Dezember 1795 bei Bacherach, wo er mit seiner Brigade eine bereits vom Feind genommene Position auf dem Kantnerberg wieder nahm und diesen mit großem Verlust zurückdrängte.
Während der Schlacht bei Stockach konnte er zusammen mit dem Feldmarschallleutnant Johann Sigismund Riesch durch einen überraschen Angriff auf die feindliche Kavallerie den Sieg erringen.
Am 3. November 1799 griff er zum Entsatz von Philippsburg an. General Ney war mit dem linken Flügel der französischen Rheinarmee im Enztal vorgerückt. Hohenlohe-Ingelfingen war am Zusammenfluss von Enz und Neckar positioniert, von dort ging er über die Enz und griff die französische Vorhut unter General Lorcet bei Löchgau an. Er schlug sie zurück und auch das zur Verstärkung herangeeilte Hauptkorps unter Ney. Die Einheiten konnten die französischen Stellungen an der Enz besetzen, die Franzosen mussten sich unter Verlusten sofort bis Sinsheim zurückziehen. Ney und Lorcet wurden bei der Schlacht verwundet. Auch der rechte Flügel der französischen Rheinarmee musste einige Tage später seine befestigte Stellung verlassen, die Belagerung wurde aufgehoben. Für diesen Erfolg erhielt Hohenlohe-Ingelfingen am 21. November 1799 das Ritterkreuz des Maria-Theresien-Ordens und am 6. Mai 1800 seine Beförderung zum Feldmarschalleutnant.
Er wurde daraufhin als Divisionär nach Galizien versetzt. Im Jahre 1801 wurde er erster Inhaber des 2. Dragoner-Regiments (später König Ludwig von Bayern-Dragoner). Er behielt dieses Regiment bis 1814, als das Regiment den Namen König Maximilian Joseph von Bayern erhielt, worauf er dessen zweiter Inhaber wurde.
Am 26. Dezember 1809 trat er in den Ruhestand und starb am 16. Juni 1815 unverheiratet in Kaschau.